# 本田戒一郎
本田 戒一郎（ほんだ かいいちろう）（本田 階一郎とも表記）は、戦前に活動した日本の撮影監督（カメラマン）。

## 撮影作品
- 踊る若者（1931年）
- 霧の中の白蓮（1931年）
- 噫!南嶺三十八勇士（1931年）
- 鉄腕書生（1932年）
- 錦西の血陣 古賀聯隊（1932年）
- 砂漠の真珠（1932年）
- 笑ふ街（1932年）
- カポネ再現（1932年）
- 北満の落花 大和桜（1932年）